# Komunistyczna Partia Hiszpanii
Komunistyczna Partia Hiszpanii (hiszp. Partido Comunista de España, PCE) – hiszpańska komunistyczna partia polityczna, założona w 1921 (do 1931 nielegalna) jako sekcja Międzynarodówki Komunistycznej. W 1936 wspólnie z socjalistami i lewicą republikańską zorganizowała Front Ludowy, pełniąc w nim i w walce z frankistami w wojnie domowej 1936-39 znaczną rolę. Była wspierana i finansowana przez ZSRR. W 1939 zdelegalizowana i represjonowana. Konspiracyjnie działała do kwietnia 1977. Od początku lat 70. przejawia silne tendencje eurokomunistyczne.

## Początki 1920-1931
Partia została założona w dniu 15 kwietnia 1920 roku, przez działaczy Federación de Juventudes Socialistas będących zwolennikami polityki Lenina. Wśród jej założycieli była Dolores Ibárruri, początkowo działali w niej młodzi pracownicy, studenci, robotnicy, intelektualiści i chłopi. W dniu 15 marca 1922 Komunistyczna Partia Hiszpanii przeprowadziła swój pierwszy kongres w Madrycie, podczas którego do organizacji przystąpiła grupa dawnych działaczy Hiszpańskiej Socjalistycznej Partii Robotniczej (PSOE), opowiadająca się za przyjęciem programu komunistycznego i wstąpieniem do III Międzynarodówki. Pierwszym sekretarzem generalnym został Antonio Garcia Moan, który podkreślał potrzebę jedności klasy robotniczej wokół utworzonej partii, w celu osiągnięcia socjalizmu. Drugi Kongres, który odbył się 8 lipca 1923 roku, wybrał na sekretarza Cesara Rodrigueza Gonzaleza. W dniu 13 września, generał Miguel Primo de Rivera, w zmowie z królem Alfonsem XIII dokonał zamachu stanu i ustanowił dyktaturę. PCE została zdelegalizowana, a wielu komunistów aresztowanych. III Kongres odbył się w Paryżu w sierpniu 1929 roku, sekretarzem generalnym został Jose Bullejos.
Po upadku dyktatury w styczniu 1930 roku, rząd przywrócił pewne wolności i zalegalizował niektóre partie polityczne. 23 sierpnia tego roku ukazał się pierwszy numer tygodnika organu partii, Mundo Obrero. W grudniu następnego roku gazeta została przekształcona w dziennik.

## II Republika 1931-1939
Po proklamacji republiki 14 kwietnia 1931 PCE stała się legalną partią polityczną. Ugrupowanie to miało jednak niewielkie wpływy w społeczeństwie i mniej niż tysiąc członków.
17 marca 1932 odbył się IV Kongres PCE w Sewilli, na którym nowym sekretarzem generalnym został Jose Diaz. Podjęto wówczas decyzję o budowie masowej partii komunistycznej. Partia stała się częścią Frontu Ludowego. Po wybuchu wojny domowej partia opowiedziała się po stronie legalnego rządu.
W Madrycie, członkowie PCE przyczynili się do zamknięcia dróg dojazdowych do miasta. PCE była również odpowiedzialna za stworzenie antyfaszystowskich bojówek robotników i chłopów (MAOC), była aktywna w działalności związków zawodowych. Republikański rząd otrzymał wsparcie tylko ze strony ZSRR i Meksyku. Niewielkie w porównaniu z ogromnym wsparciem wojskowym ze strony nazistowskich Niemiec i faszystowskich Włoch dla frankistowskich rebeliantów. Przedstawiciele komunistów weszli do rządu. PCE skupiła się na walce z frankistami, kierownictwo partii uznało, że jakakolwiek próba ustanowienia komunizmu groziła rozpadem Frontu Ludowego. Hiszpańscy komuniści uczestniczyli w organizacji Brygad Międzynarodowych.
Polityka Frontu Ludowego doprowadziła do konfliktów z anarchistami z CNT-FAI i trockistami z POUM, którzy domagali się przekształcenia wojny domowej w rewolucję.
Podczas wojny domowej, partia liczyła około 300.000 członków.

## Okres frankizmu
Po zwycięstwie generała Franco, rząd autorytarny i antykomunistyczny, rozpoczął represje wobec komunistów. Rząd Franco zastosował prawo z mocą wsteczną, nazywając działaczy pozostających wiernymi konstytucyjnemu rządowi Hiszpanii mianem powstańców. W tych trudnych warunkach, PCE musiała zreorganizować się na uchodźstwie (Meksyk, Kuba, Chile, Urugwaj, Francja, północna Afryka, Związek Radziecki) oraz w działalności w podziemiu.
Krótko po II wojnie światowej, sekretarz generalny José Díaz umarł w Tbilisi, i został zastąpiony przez Dolores Ibárruri. Partia została zreorganizowana i stopniowo w 1943 zaczęły się ukazywać publikowane w różnych miejscach kraju podziemne wydawnictwa. Przez długi czas, PCE była główną, jeśli nie jedyną zorganizowaną siłą przeciwko dyktaturze Franco. W latach 1944 i 1948 dochodziło do walk partyzanckich, zwanych Maquis. W ich wyniku zginęło bardzo wielu komunistycznych bojowników i cywili wspierających partyzantkę. Ze względu na straty, partia zdecydowała się porzucić drogę walki zbrojnej w 1948 roku, choć niektóre oddziały walczyły z reżimem do 1952 roku.
Dużym ciosem dla opozycji było duże wsparcie finansowe dla Franco ze strony USA w 1955. Partia kontynuowała pracę w ruchu związkowym, organizując protesty i strajki skierowane przeciwko reżimowi.

## W demokratycznej Hiszpanii

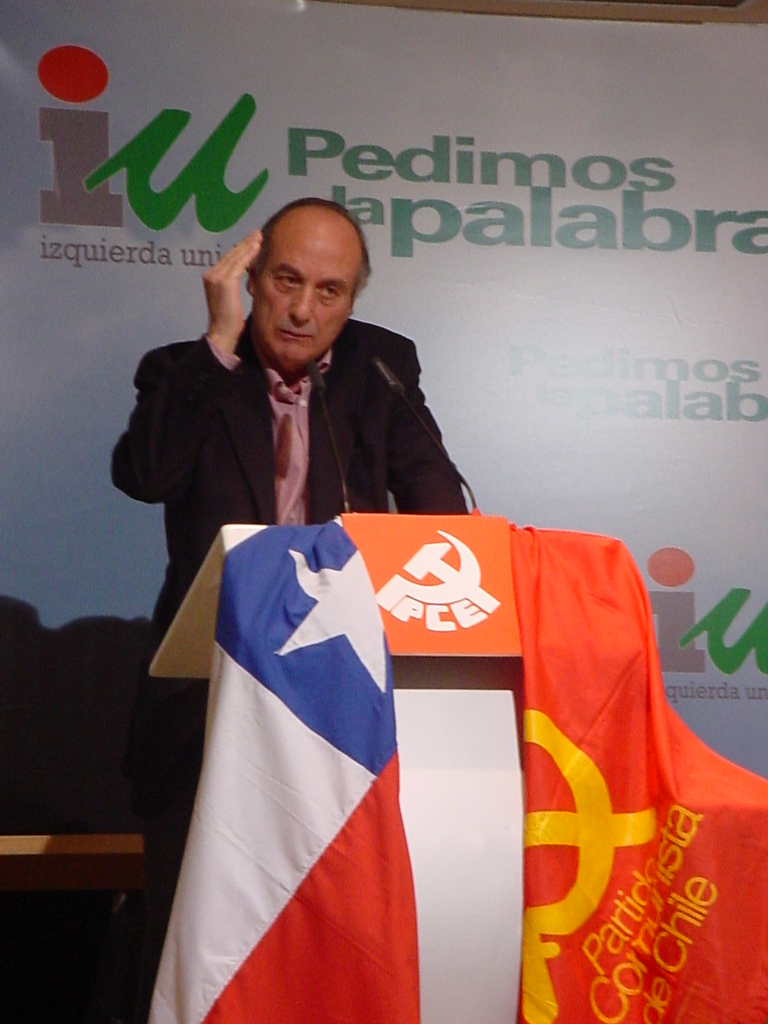
Francisco Frutos sekretarz generalny PCE w latach 1998–2009

9 kwietnia 1977 partia ponownie została zalegalizowana. Przyjęła wówczas kurs eurokomunistyczny.
W 1978 odbył się IX Zjazd PCE. Partia wówczas przestała być uważana za marksistowsko-leninowską, doszło do zerwania stosunków ze Związkiem Radzieckim. Doprowadziło to do dziesiątego kongresu, w lipcu 1981, na którym utworzono oddzielne struktury PCE w Kraju Basków i Katalonii. Partia kontrolowała większość związków zawodowych. W wyborach w 1977 i 1979 udało się jej uzyskać ok. 10% poparcia. W październiku 1984 rząd Felipe Gonzáleza (PSOE), wprowadził w reformę systemu wyborczego, który według partii działał na jej niekorzyść.
W 1986 powołano koalicję Zjednoczona Lewica na czele której stanęła PCE.